# 1907年臺灣
|        | 臺灣歷史 \| 台灣歷史年表 |
| 世纪： | 19世纪臺灣 \| 20世纪臺灣 \| 21世纪臺灣 |
| 年代： | 1870年代臺灣 \| 1880年代臺灣 \| 1890年代臺灣 \| 1900年代臺灣 \| 1910年代臺灣 \| 1920年代臺灣 \| 1930年代臺灣                                           |
| 年份： | 1902年臺灣 \| 1903年臺灣 \| 1904年臺灣 \| 1905年臺灣 \| 1906年臺灣 \| 1907年臺灣 \| 1908年臺灣 \| 1909年臺灣 \| 1910年臺灣 \| 1911年臺灣 \| 1912年臺灣 |
| 纪年： | 丁未年（羊年）、日本明治40年 |

1907年臺灣發生北埔事件。

## 政府

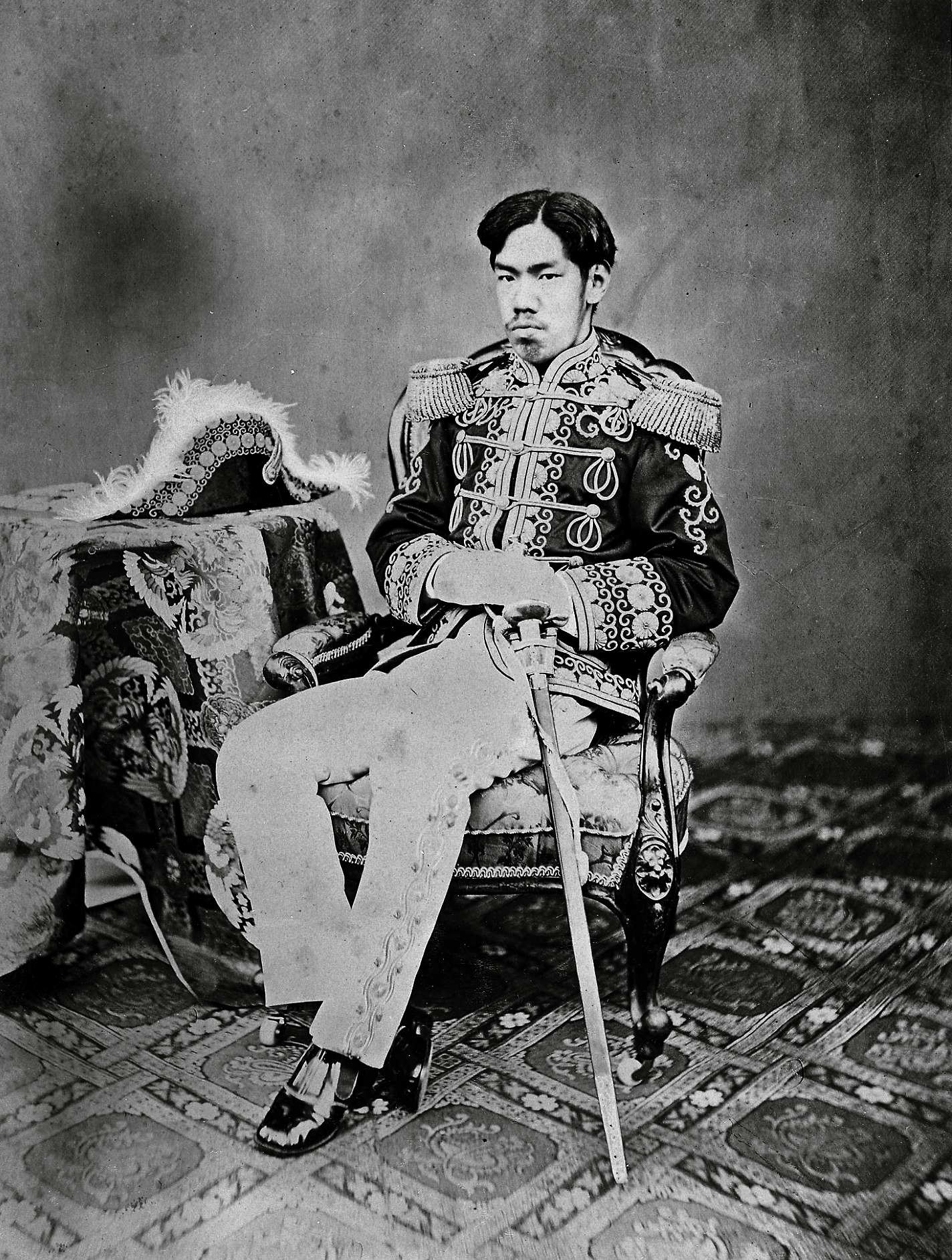
天皇：明治天皇
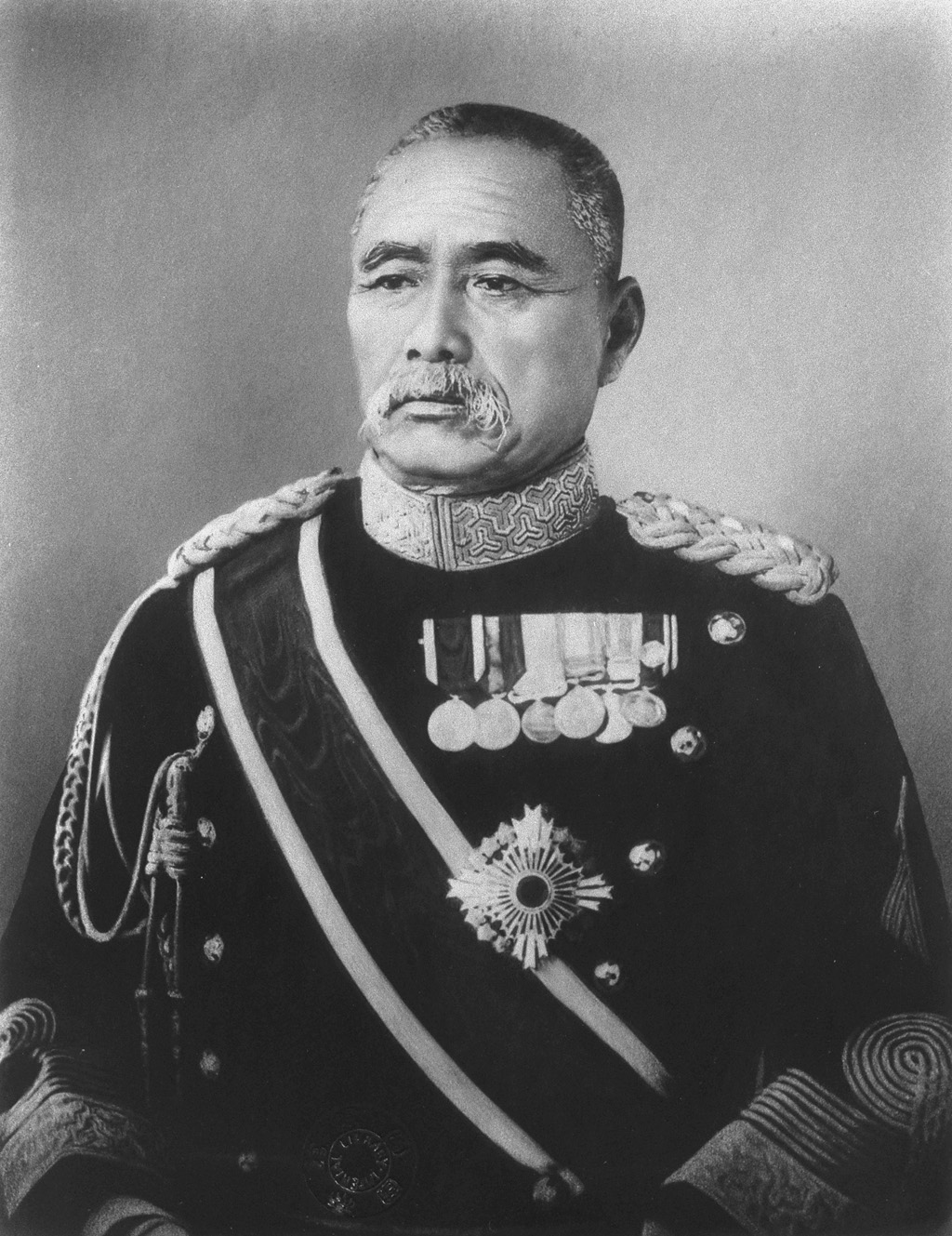
臺灣總督：佐久間左馬太
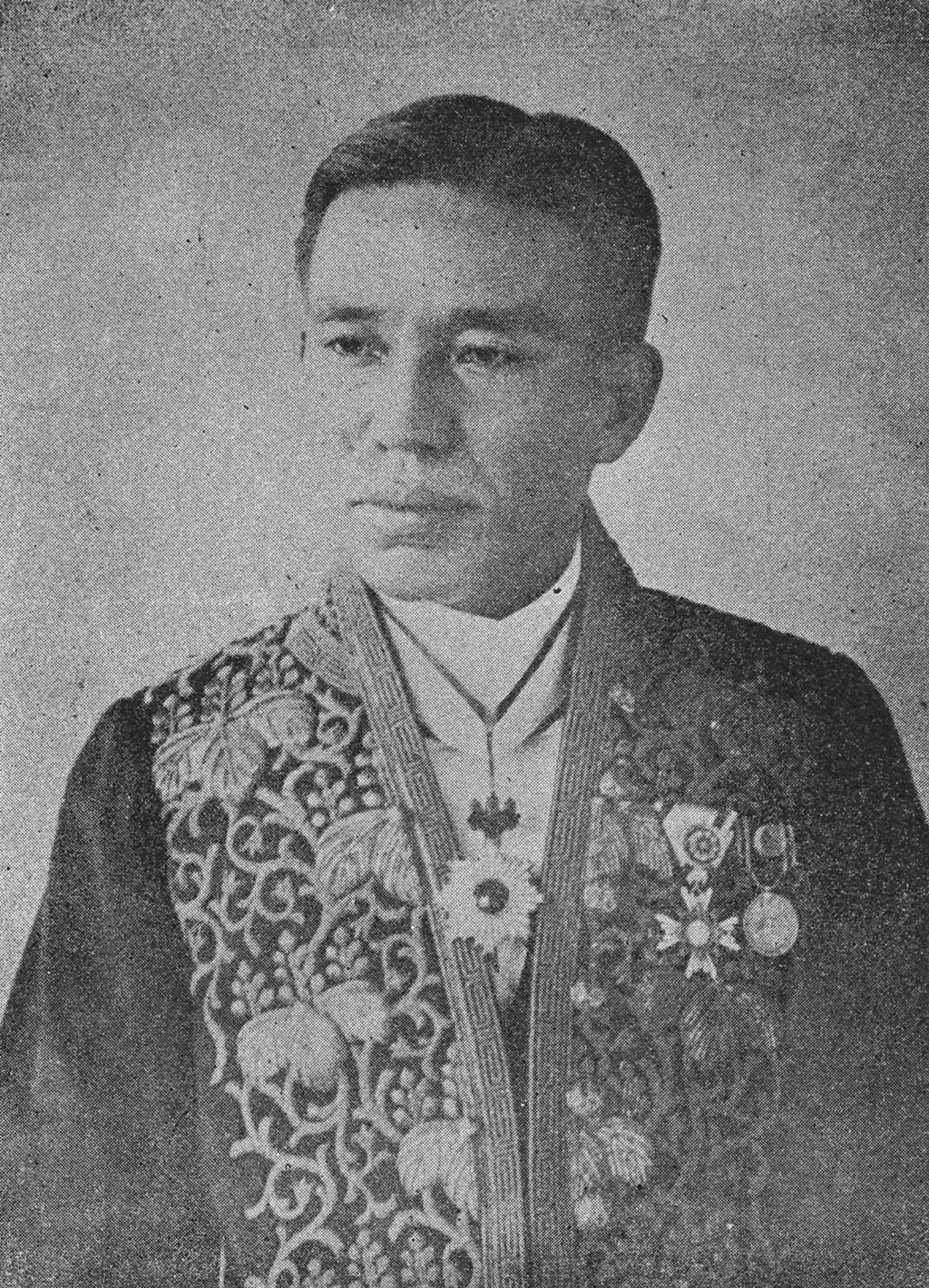
民政長官：祝辰巳

## 大事記
- 1月1日：〈三一法〉取代〈六三法〉[1]:191。
- 5月22日：公布〈中學校與高等女學校規則〉[1]:191。
- 11月14日：北埔事件

## 出生
- 2月14日——許乃昌，新聞工作者，日治時期社會運動參與者。許世楷伯父。（1975年逝世）
- 4月1日——林玉山，畫家。與陳進、郭雪湖合稱「台展三少年」。（2004年逝世）
- 4月16日——陳錫卿，官僚、政治人物。戰後曾任彰化縣縣長（1985年逝世）
- 6月5日——李澤藩，畫家。作品有《青草湖暮色》、《芝加哥市中心》、《東門城》。（1989年逝世）
- 7月19日——徐慶鐘，學者、政治人物。戰後出任中華民國內政部部長。（1996年逝世）
- 10月5日——楊三郎，畫家。日治時期籌備臺陽美術協會，戰後出任台灣省美術展覽（省美展）的籌備委員。（1995年逝世）
- 11月2日——陳進，畫家。與林玉山、郭雪湖合稱「台展三少年」。（1998年逝世）
- 11月5日——黃金川，詩人，黃朝琴妹。（1990年逝世）
- 11月12日——吳新榮，醫師、作家及政治人物。鹽分地帶文學家「北門七子」之一。（1967年逝世）
- 11月14日——蘇新，左翼社會運動者，臺灣共產黨黨員。日治時期與吳新榮來往。（1981年逝世）
- 12月7日——陳逸松，律師、日治時期社會運動參與者，晚年前往中華人民共和國任人大代表。（1999年逝世）

## 逝世
- 1月26日——必麒麟（William Alexander Pickering），英國探險家。清領時期來臺深入臺灣山區探訪，留下大量相關文獻紀錄。逝世於 義大利王國因佩里亞省。（1840年出生）
- 7月15日——約翰·陶德（John Dodd），英國蘇格蘭籍商人。引入茶苗在北臺灣種植，被譽為「臺灣烏龍茶之父」。逝世於英國威爾斯。（1838年出生）